# Държавно устройство на Исландия
От 17 юни 1944 г. Исландия е независима парламентарна република.
На изборите от април 2009 г. най-много гласове взима Социалдемократическата партия – 29,79%, следвана от Партията на независимостта – 23,7%, Ляво-Зелено движение – 21,68% и Партията на напредъка – 14,8%.

## Изпълнителна власт
Исландия е конституционна република с многопартийна система. Държавен глава е президентът. Изпълнителната власт се упражнява от правителството. Исландия е може би най-старата парламентарна демокрация в света, а парламентът Алтинг е създаден през 930 г. Законодателната власт е на парламента и на президента. Съдебната власт е независима от изпълнителната и законодателната власт.
Всяка четвърта година избирателите избират тайно 63 представители в Алтинг. Всеки, който има право да гласува, с изключение на председателя и съдиите от Върховния съд, може да се кандидатира за парламент. След всеки избор президентът дава на лидера на политическа партия правомощието да сформира кабинет, обикновено започвайки от лидера на най-голямата партия. При неуспех президентът иска от друг лидер на политическа партия да сформира правителство.
Кабинет на министрите остава на власт до образуването на следващите общи избори или ново правителство. Министрите седят в Алтинг, но само избраните имат право да гласуват в парламента.
Президентът се избира чрез пряко гласуване с мандат от четири години, без срок.
Съдебната власт се носи от Върховния съд и окръжните съдилища.

### Президент
Държавен глава е президентът Гвудни Йоуханесон, който е шестият президент на републиката. Президентът се избира на тайни, преки избори на всеки 4 години. Той назначава и освобождава министрите и висшите чиновници и представлява Исландия пред света.

### Министър-председател
Министър-председател е Катрин Якобсдоутир, встъпила в длъжност през ноември 2017 г.